# Ann Henderson-Sellers
Pour les articles homonymes, voir Henderson et Sellers.
Ann Henderson-Sellers (née en 1952) est une universitaire climatologue australienne. 

## Biographie

### Enfance, éducation et débuts
Ann Henderson-Sellers est née le 7 mars 1952 à Sheffield, Angleterre. Après l'obtention d'un BSc en mathématiques à l'université de Bristol, elle a obtenu un doctorat en Sciences de l'atmosphère à l'université de Leicester en 1976 en collaboration avec le Met Office britannique. Sa thèse, révisée par James Lovelock, portait le titre « Une étude théorique de l'évolution des atmosphères et des températures de surface des planètes telluriques » reliée au domaine peu encore connu de l'effet de serre. Elle obtient un autre doctorat en climatologie en 1999.
De 1976 à 1988, est chercheuse à diverses universités au Royaume-Uni dont l'université de Leeds, l'université de Salford et l'université de Liverpool. En 1988, elle déménage en Australie, tout en restant associée à l'université de Liverpool, et accepte un poste à l'université Macquarie pour devenir la directrice fondatrice du Centre des impacts climatiques,.

### Carrière
En 2006 et 2007, elle est directrice du Joint Planning Staff (JPS) du Programme mondial de recherche sur le climat et de 1998 à 2005, elle est directrice de la division Environnement de l'ANSTO. Elle est vice-chancelière adjointe (recherche et développement) du l'Institut royal de technologie de Melbourne de 1996 à 1998. Auparavant, elle a été directrice fondatrice du Centre des impacts climatiques de l'Université Macquarie, où elle continue d'occuper une chaire de géographie physique.
Henderson-Sellers a précédemment dirigé le projet de l'OMM pour l'intercomparaison des schémas de paramétrage de la surface terrestre, qui fonctionne comme une collaboration internationale basée sur Internet. Elle a récemment dirigé l'équipe d'analyse du Model Evaluation Consortium for Climate Assessment (MECCA). Elle agit également en tant que consultante auprès de l'Université des Nations unies sur divers aspects de l'impact du climat. Au cours de l'année 1995, elle a été l'un des principaux auteurs convocateurs du SAR du GIEC.
Henderson-Sellers travaille sur des systèmes terrestres, à la tête de la description et de la prédiction de l'influence de la couverture terrestre et du changement d'utilisation des terres sur le climat et les systèmes humains.
Elle est membre élue de l'Académie australienne des sciences technologiques et de l'ingénierie. Elle est professeure émérite du Département d'environnement et de géographie de l'Université Macquarie de Sydney.

## Œuvres
Ann est une auteure citée de l'ISI de plus de 500 publications, dont 14 livres et membre élue de l'Union américaine de géophysique et de l'American Meteorological Society.
Son essai Le rapport du GIEC : ce que pensent vraiment les auteurs principaux[réf. nécessaire] discute des points de vue des auteurs principaux du GIEC, en particulier sur le processus du 4e rapport d'évaluation.

## Travaux
- A Climate Modeling Primer (premier auteur Kendal McGuffie, 4e édition, John Wiley and Sons, 2014).

## Récompenses et prix
En 2003, elle reçoit la médaille du centenaire de l'Australie pour ses services à la société australienne de météorologie (en).